# Peter Beck (Autor)

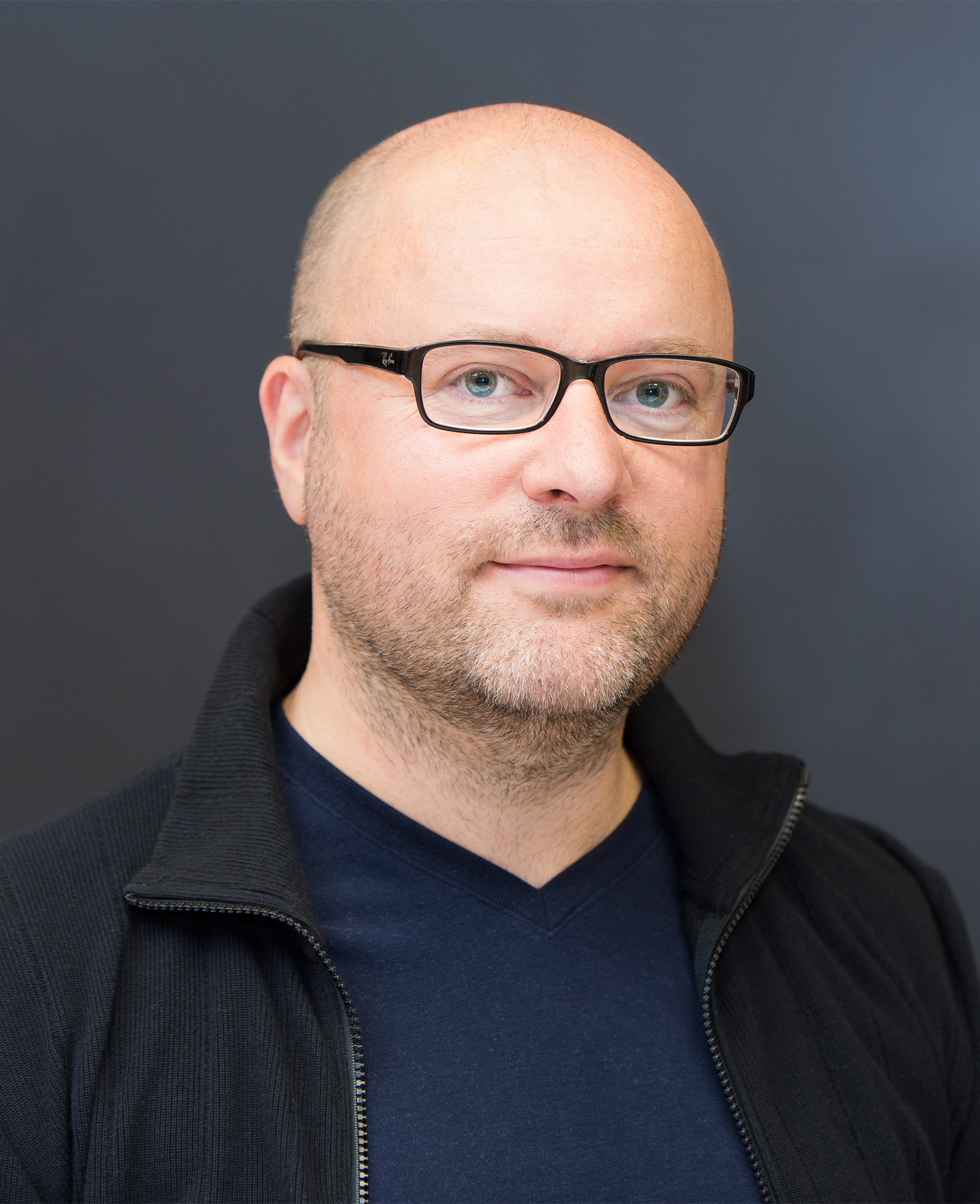
Peter Beck, 2014

Peter Beck (* 25. Januar 1965 in Stuttgart) ist ein österreichischer Sachbuchautor.

## Leben
Peter Beck wuchs in Kärnten auf, er lebt und arbeitet seit 1983 in Wien. Bereits in jungen Jahren entdeckte Peter Beck für sich das automatische Schreiben.

## Werke
- mit Rosalinde Haller: Das Buch über das Leben. Axel Jentzsch Verlag, Wien 2004, ISBN 3-7142-0014-2.
- mit Uwe G. Seebacher: Rambo-Frauen: Männer als Psycho-Waschmaschinen...warum Beziehungen scheitern. USP Publishing, Oberhaching 2005, ISBN 3-937461-21-3.
- mit Gerda Rogers: Die Sternzeichen im Wassermann-Zeitalter. Friedrich VDV, Linz 2007, ISBN 978-3-902211-21-7.
- mit Robert Bouchal et al.: Kraftorte in Wien: Orte des Lebens, Inseln der Ruhe, rätselhafte Energien. Pichler Verlag, Wien; Graz; Klagenfurt 2007, ISBN 978-3-85431-444-8.
- Gespräche mit Franz von Assisi: Über die Liebe und das Leben im 21. Jahrhundert. Reichel Verlag, Weilersbach 2011, ISBN 978-3-941435-11-7.
- Gespräche mit Anathron: Die Stimme aus der Zukunft. ausZeit Verlag, Dürrholz 2013, ISBN 978-3-95517-011-0.